# Valdemar José Correia Barbosa Rodrigues
Valdemar José Correia Barbosa Rodrigues (Cós, Alcobaça, 6 de Novembro de 1965) é um antigo engenheiro ambiental e professor universitário português.

## Biografia
Nasceu em 1965, na freguesia de Cós, em Alcobaça.
Exerceu como professor universitário e como engenheiro ambiental, tendo trabalhado na empresa pública RAVE - Rede Ferroviária de Alta Velocidade. Desta forma, acompanhou de perto os planos para a implementação da rede de alta velocidade ferroviária em Portugal, principalmente a linha de Lisboa ao Porto, tendo neste sentido publicado em 2007 o artigo Uma Reflexão Sobre o TGV no sítio electrónico Jornal Oeste Online. Em Dezembro de 2007 foi entrevistado pelo jornal Público sobre a passagem da linha sobre a região de Alcobaça, tendo considerado o empreendimento como «um desastre completo» e «um projecto mau para a região e para o país». Segundo Valdemar Rodrigues, não havia traçados melhores do que outros, e que a passagem do TGV iria dividir o território e destruir ecossistemas, nomeadamente o da Ribeira do Mogo, junto a Alcobaça, onde o rio Alcoa tinha a sua nascente. Em Fevereiro de 2008, o jornal Público referiu que Valdemar Rodrigues tinha criticado o traçado apenas como mais uma ligação entre Lisboa e Porto, «um canal que vai rasgar o território, fragmentando ecossistemas, dividir famílias, e hipotecar o país». Condenou igualmente a forma como a Directiva europeia 2001/42/CE, referente à avaliação ambiental estratégica, foi adaptada para o direito nacional, e que os estudos que foram feitos não cumpriram totalmente o princípio da directiva, incluindo a forma como não chegaram a ser alvo de consulta pública, como era obrigatório. À Rádio Televisão Portuguesa comentou que era uma «péssima solução construir um novo canal de alta velocidade», quando já existiam meios de transporte alternativo, tendo acrescentado que «Do ponto de vista ambiental e social é um projecto totalmente irracional». Em 13 de Outubro de 2011 foi um dos especialistas convidados na conferência O equilíbrio ambiental e a valorização económica, organizada pelo jornal Região de Leiria em Porto de Mós, onde se debateu o futuro da indústria da pedra em Portugal.
Na 5.ª Conferência Nacional sobre a Qualidade do Ambiente, em 1996, apresentou, em conjunto com outros autores, as comunicações Ajustamentos institucionais às estratégias de desenvolvimento sustentável: o caso Português, Sistema de indicadores de desenvolvimento sustentável para gestão de zonas costeiras: um modelo conceptual, e "Incineração de resíduos industriais: Análise comparativa dos custos ambientais de duas alternativas para a localização de uma unidade de incineração em Portugal. Em 1998 foi co-autor do artigo The National Implementation in the EU the externe accounting framework para o Centro de Estudos em Economia da Energia, dos Transportes e do Ambiente. Em 1999, foi um dos autores do texto Gestão e acompanhamento ambiental de obras: o caso da obra na Margem Sul do Projecto de Travessia Ferroviária Norte-Sul, apresentado durante a 6.ª Conferência Nacional sobre a Qualidade do Ambiente, que foi uma das primeiras obras em que surgiu o termo Acompanhamento Ambiental de Obras, e que desde então foi amplamente utilizado em território nacional para descrever as actividades de gestão ambiental de obras. Em 2007 publicou o artigo The evolution of sustainable development strategies in Portugal, em conjunto com Teresa G. Ribeiro.
Em 2021 foi um dos participantes no programa Na Voz do Autor da Biblioteca Municipal de Alcobaça, no sentido de promover os autores da região, e no qual gravavam a leitura de alguns trechos das suas obras.

## Obras publicadas
- Sistema de Indicadores de Desenvolvimento Sustentável para Portugal  (com Tomás Ramos, Leonor Gomes et al) (Ministério do Ambiente, Direcção Geral do Ambiente, 1998)
- Implementation in Portugal of the externe accounting framework in Portugal (com Álvaro Martins, Manuel Fernandes e Tomás Ramos) (Centro de Estudos em Economia da Energia, dos Transportes e do Ambiente, 1999)
- Guia para a Criação de Empregos Verdes a Nível Local (com Álvaro Martins, Tomás Ramos e Fátima Direitinho) (Direcção Geral do Emprego e Formação Profissional, 2000)
- Proposta de um Sistema de Indicadores de Desenvolvimento Sustentável para Portugal  (com Leonor Gomes, Maria Espada et al) (Direcção Geral do Ambiente, 2000)
- Ambiente e emprego (Instituto do Emprego e Formação Profissional, 2002)
- O sector do ambiente em Portugal (com Álvaro Martins, Luís Centeno et al) (Instituto para a Inovação na Formação, 2006)
- Desenvolvimento Sustentável: Uma introdução crítica (Principia, 2009)
- Ortogal - Diálogos na Curvatura do Tempo (Chiado Editora, 2013)